# Trilport
Trilport ist eine französische Gemeinde mit 5107 Einwohnern (Stand 1. Januar 2022) im Département Seine-et-Marne in der Region Île-de-France. Sie gehört zum Arrondissement Meaux und zum Kanton La Ferté-sous-Jouarre.
Die Einwohner werden Trilportais genannt.

## Geographie
Die Marne begrenzt die Gemeinde im Westen.
Die Route nationale 36 führt am westlichen Rand der Gemeinde entlang.

### Nachbargemeinden
Umgeben ist Trilport von den Gemeinden Germigny-l’Évêque im Norden, Armentières-en-Brie im Nordosten, Montceaux-lès-Meaux im Südosten, Villemareuil im Süden, Fublaines im Südwesten, Meaux im Westen und Poincy im Westen.

## Geschichte
Der Ort wird erstmals im Jahr 1221 erwähnt, er unterstand dem Bischof von Meaux.

### Bevölkerungsentwicklung
| Jahr      | 1962 | 1968 | 1975 | 1982 | 1990 | 1999 | 2006 | 2017 |
| Einwohner | 1458 | 1890 | 2487 | 3323 | 3825 | 4602 | 4793 | 5033 |

## Gemeindepartnerschaften
Mit der deutschen Gemeinde Engen im baden-württembergischen Landkreis Konstanz besteht seit 2000 eine Partnerschaft.

## Sehenswürdigkeiten
- Kirche Saint-Pierre-Saint-Paul aus dem 16. Jahrhundert, 1819 restauriert
- Wasserturm aus dem 19. Jahrhundert

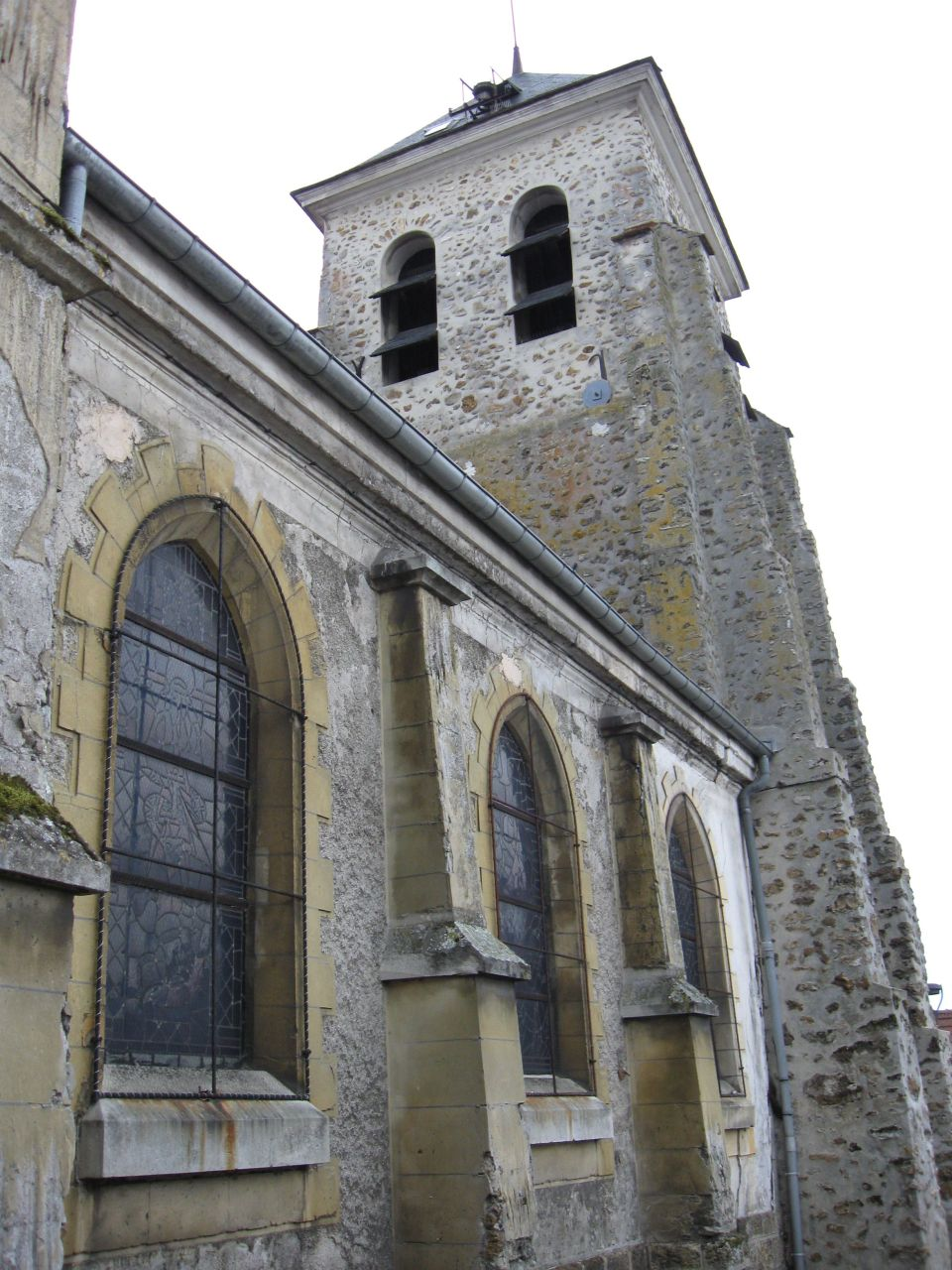
Kirche Saint-Pierre-Saint-Paul